# المتنة (الشعر)

تعديل مصدري - تعديل

المتنة محلة تابعة لقرية العقرى، التابعة لعزلة القابل الاسفل بمديرية الشعر إحدى مديريات محافظة إب في الجمهورية اليمنية، بلغ تعداد سكانها 44 حسب تعداد اليمن لعام 2004.